# Tweede Kamerverkiezingen in het kiesdistrict Amsterdam II (1848-1850)

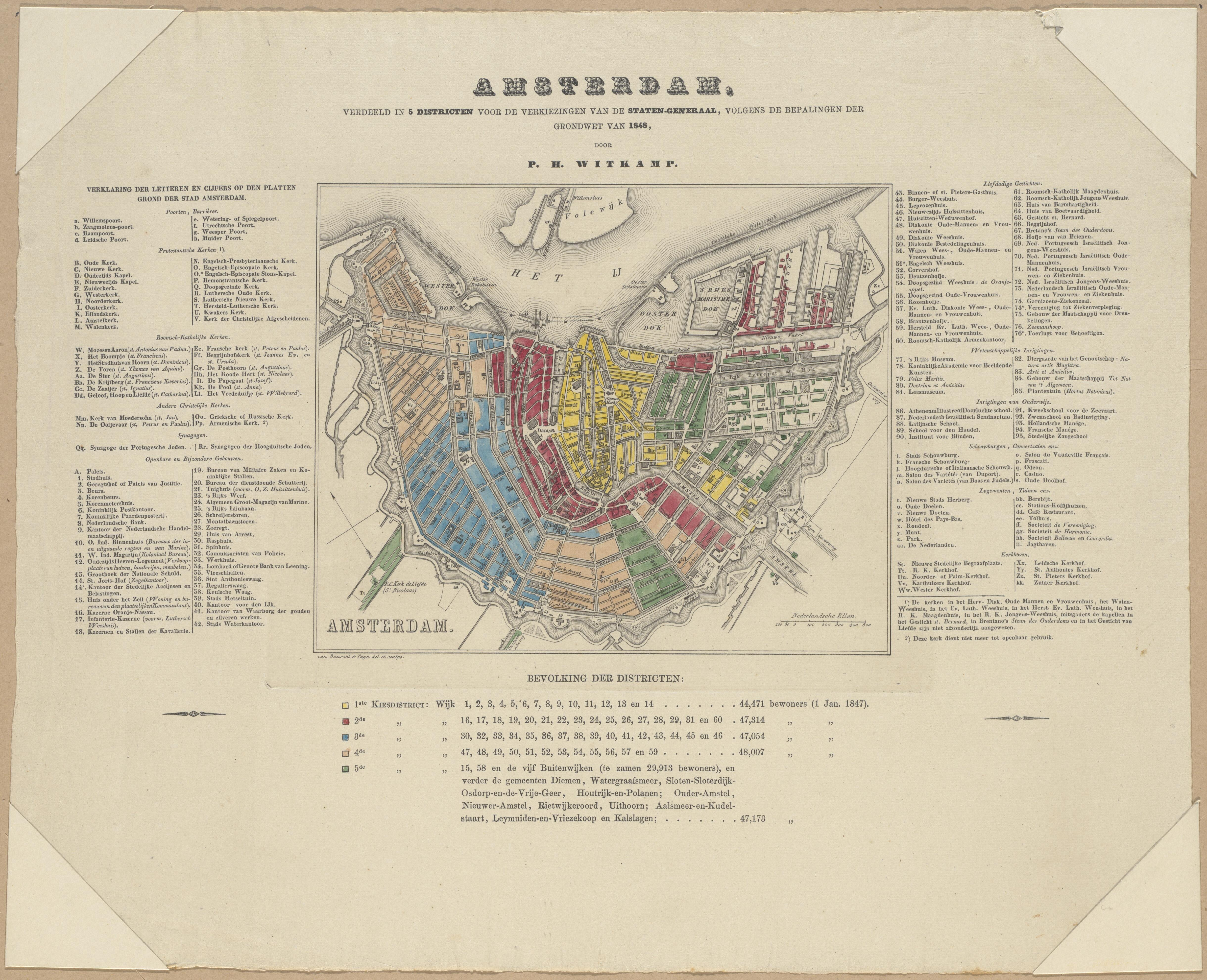
Kiesdistricten Amsterdam I-V (1848)

Tweede Kamerverkiezingen in het kiesdistrict Amsterdam II geeft een overzicht van verkiezingen voor de Nederlandse Tweede Kamer in het kiesdistrict Amsterdam II in de periode 1848-1850.
Het kiesdistrict Amsterdam II werd ingesteld na de grondwetsherziening van 1848. Tot het kiesdistrict behoorde een gedeelte van de gemeente Amsterdam .
Het kiesdistrict Amsterdam II vaardigde in dit tijdvak per zittingsperiode één lid af naar de Tweede Kamer. 
Legenda
- vet: gekozen als lid van de Tweede Kamer.

## 30 november 1848
De verkiezingen werden gehouden na ontbinding van de Tweede Kamer, na inwerkingtreding van de herziene grondwet.
|                    | 30 november |
| ------------------ | ----------- |
| Kiesgerechtigden   | 483         |
| Opkomst            | 366         |
| Geldige stemmen    | 364         |
| Blanco stemmen     | 1           |
| Kandidaten         |             |
| C. Backer          | 204         |
| M.H. Godefroi      | 52          |
| P. Bruining        | 16          |
| F.A. van Hall      | 10          |
| W.J.C. van Hasselt | 8           |
| J. Heemskerk       | 5           |

## Opheffing
In 1850 werd het kiesdistrict Amsterdam II opgeheven. Het tot het kiesdistrict behorende deel van Amsterdam werd ingedeeld bij het nieuw ingestelde meervoudige kiesdistrict Amsterdam.